# Stenaelurillus uniguttatus
Stenaelurillus uniguttatus är en spindelart som beskrevs av Roger de Lessert 1925. Stenaelurillus uniguttatus ingår i släktet Stenaelurillus och familjen hoppspindlar. Inga underarter finns listade i Catalogue of Life.